# Syphon Filter: The Omega Strain
Syphon Filter: The Omega Strain es un videojuego perteneciente al género de disparos y sigilo en tercera persona para la consola PlayStation 2, realizado por la empresa SCEA. Este es el cuarto videojuego de la saga principal de Syphon Filter.

## Jugabilidad
La jugabilidad presenta una gran diferencia con respecto a los videojuegos anteriores. En lugar de jugar como Gabe Logan, el jugador tiene el rol de un nuevo recluta que trabaja para la organización secreta antiterrorista de Gabe, el IPCA. Los jugadores pueden crear un agente original usando un sistema de personalización de personajes.
El juego también ofrece una experiencia no lineal y abierta donde los jugadores tienen la opción de asumir ciertas tareas o evitarlas por completo. Se agregaron elementos de rol para que los jugadores pudieran crear personajes, subir de nivel en sus filas y desbloquear nuevas armas. Los enemigos se generan constantemente para que los jugadores nunca puedan despejar completamente un área.

## Argumento
Luego de la destrucción del virus Syphon Filter original, la Agencia recibió una nueva cobertura como la Agencia Internacional de Consultas Presidenciales, dedicada a combatir enemigos terroristas. Gabe Logan, como Comandante en Jefe, seleccionó el mismo un equipo de líderes y agentes para su nueva organización, que incluyen a Lian Xing, Teresa Lipan, Lawrence Mujari y a la Dra. Elsa Weissenger. La reciente amenaza gira en torno a la aprehensión del oficial checheno llamado Mikhas Ivankov y el fin de su distribución de la cepa Omega del virus Syphon Filter. El hombre detrás de la conspiración, Mihai Niculescu, envía a Mara Aramov a buscar y eliminar a Ivankov. Mientras tanto, Gabe y la Agencia se separan e investigan la ubicación de ciertos brotes.
Un equipo de la Agencia encabezado por Imani Gray visita Carthage, Míchigan en busca de Mujari, quien desapareció mientras investigaba al Dr. Richard Broussard. Broussard había hecho un trato para dar el virus a los terroristas del Ejército de Liberación Anarquista, pero se arrepintió. El ALA lo adquirió de todos modos, y atacó la ciudad. Imani y su equipo rescatan a Mujari y descubren que el Omega Strain lo ha infectado. Los agentes derrotan a los líderes de ALA: Andre Proust, Soren Masson y Jean Fournier, y luego se preparan para su próxima misión. Investigando un brote de Ebola en Uganda con Lian, Gabe muestra su obsesión por detener la conspiración del Syphon Filter.
El comandante del IPCA, Gary Stoneman, le cuenta a los agentes de la Agencia sobre su historia como asesino de la CIA, y cómo recientemente asesinó al líder de la mafia, Dimitri Alexopoulous, para evitar que obtenga la cepa Omega en Italia. El equipo sigue Stone a Bielorrusia y rastrean un cargamento de ganado infectado que conduce a la residencia de Ivankov. Descubren que su mensajero Yuschenko está vendiendo Omega Strain, y el piloto de la Agencia Alima Haddad termina siendo capturado por los chechenos. Stone, creyendo que fue asesinada, asume lo peor.
Lian luego le dice al equipo de la Agencia cómo identificó que los norcoreanos estaban intentando comprar el virus. Ella se infiltró en el dominio del señor de la guerra Askar Saydahmat y descubrió que su gente estaba a punto de darle la cepa Omega a Sok-ju Yang, con un terrorista yemení presente también. Lian eliminó a todas las partes involucradas.
Gabe pide ayuda al agente del Mossad Ehud Ben Zohar a pesar de las reservas de Lian al determinar que Yuschenko planea vender el virus a Fatha Al-Hassan, una líder yemenita. Zohar solo se preocupa por detener las conexiones terroristas del hombre, por lo que roba el bote viral después de que la Agencia lo recupere de Yuschenko, y lo usa para obligar a la gente de Gabe a ayudar en su misión.
Zohar y el equipo entran al palacio de Al-Hassan disfrazados de chechenos muertos. Después de que Zohar elimina a Al-Hassan, busca evidencia de contratos de armas mientras el personal de la Agencia lo defiende. Stone llega para rescatarlos, y revela que Gabe lo envió por si Zohar intentara algún truco. Ellos intercambian los contratos por el virus.
Luego, el equipo investiga un plomo recuperado de la operación de Bielorrusia que muestra que el Dr. Nikolai Jandran está realizando pruebas del virus. Maggie Powers les ayuda a irrumpir en los laboratorios de Jandran y registrar pruebas. El equipo escapa antes de que las fuerzas enemigas destruyan la universidad donde trabaja Jandran.
Mujari, habiéndose recuperado de sus heridas, explica su propia investigación sobre los chechenos y por qué Ivankov quiere independizarse de Rusia. Él ve que Uri Gregorov y otros rusos están encarcelando a los rebeldes, y encuentra indicios de atrocidades, fotografiando los actos para un futuro chantaje.
Después, Mujari toma el control del equipo de la Agencia mientras revisan los restos del SS Lorelei. La universidad encontró cajas rescatadas, lo que indica una operación submarina. Mujari requiere que su equipo incapacite a guardias inocentes, y evacua la plataforma de salvamento antes de que las armas nucleares plantadas por la Agencia destruyan los contenedores virales para siempre. Sin embargo, Jandran muere de un suero antes de que pueda ser traído para ser interrogado.
Mientras Gabe enfrenta la presión del presidente y de Alex Birchim de Asuntos Internos de la Casa Blanca, envía a Lian y al equipo a rastrear al agente norcoreano Yong-jun Kim, un hombre vinculado a Murakawa Industries en Japón. La investigación revela que Murakawa, un miembro legítimo de los Yakuza, estaba ayudando a desarrollar la cepa Omega. Aramov llegó antes que Lian y obligó a Murakawa a suicidarse por confiar en Kim. Kim se hizo pasar por una empleada que trabajaba con Murakawa para poder contagiarse con el virus.
Desafortunadamente, el equipo escucha noticias trágicas después de destruir los laboratorios japoneses. Imani había estado siguiendo a Kim en un avión que se estrelló en Myanmar. Llena de culpa, Lian lleva al equipo a recuperar su cuerpo y la muestra viral que llevaba Kim. A pesar de las afirmaciones de que las inclemencias del tiempo derribaron el avión, encuentran evidencia que indica que Aramov había sobornado al ejército de Myanmar para derribar el avión.
Gabe se siente frustrado con su investigación sobre la corporación secreta Meta Global Funds, que cree que controla la conspiración Syphon Filter. La compra de Murakawa Industries por Meta Global fue posible a través de Niculescu Funds, dirigida por el banquero internacional Mihai Niculescu. Él es poderoso e influyente, pero también reservado, por lo que Gabe sospecha que está detrás de Syphon Filter. Contra las órdenes de Birchim, Gabe lleva al equipo de la Agencia a la sede de Niculescu Funds en Zúrich. Entran y encuentran pruebas que vinculan a Birchim con sobornos, pero nada que implique a Niculescu.
Más tarde, Gabe describirá el resto de su investigación al equipo de la Agencia, y cómo investigó la propiedad de Niculescu en Montenegro en un esfuerzo final por exponerlo. Aunque no encontró evidencia física, se enteró de que Mara estaba trabajando para él, pero Mihai la traicionó. Mara no quería que Ivankov destruyera Moscú, ya que cambió la Varilla Omega a los norcoreanos por un arma nuclear.
Al enterarse de la ubicación de Ivankov de Mara, la Agencia se moviliza a su base y trabaja para evitar el lanzamiento del misil. Stone recupera a Alima, herido pero vivo, y el equipo trabaja con Gabe para desactivar el arma nuclear. Ivankov finalmente es asesinado durante una pelea con Gabe mientras intentaba escapar por el bosque.
Gracias a las muestras de tejido y de virus recuperadas por el IPCA, se sintetiza con éxito una vacuna para el virus Omega Strain. La Organización Mundial de la Salud confirma que el virus Syphon Filter ya no es una amenaza ya que las vacunas están funcionando. El Presidente de los Estados Unidos felicita al IPCA. Birchim es arrestado por agentes del Servicio Secreto bajo la Ley de Seguridad Nacional después de que Gabe le muestra al presidente la evidencia de soborno. Stone saca carros de una Alima en silla de ruedas. La Dr. Weissenger esta desaparecida de una reunión con la OMS. Mihai Niculescu es asesinado por dos pistoleros anónimos como resultado del reclutamiento del IPCA por un virus informático que aniquiló los registros del banco. Elsa Weissenger reconoce por escrito que hizo que el recluta matara al Dr. Jandran, así como signos de inestabilidad mental. Gabe envía una nota a Mara Aramov. Mientras Aramov lee la nota, aparece un rifle con un alcance roto, que revela que se envía a Stone para asesinar a Aramov.

### Niveles
Dentro del juego hay 19 niveles, con sus objetivos, parámetros y requisitos que varían según el lugar, detallados a continuación:
- Centro de Entrenamiento del IPCA (Obligatorio para los nuevos usuarios).
- Zona en Cuarentena.
- Warehouse District.
- Carthage Mall (The Second Boss Level)
- St. Cetteo Square (The first Bonus mission. Unlocked after getting Par on Missions 2-4)
- Krivorozhstal Mill
- Belaya Vezha (The Third Boss Level)
- Saydahmat's Village (The 2nd Bonus Level. Unlocked after getting par on Missions 6+7)
- Arms Bazaar
- Taherir Palace
- International University
- Ivankov's Home (The Third Bonus Level. Unlocked after getting par on Missions 9-11)
- Lorelei Salvage Rig
- Murakawa Tower (The Fourth Boss Level)
- Irawaddy Basin
- Niculescu Funds Tower
- Niculescu's Villa Estate (The 4th/Final Bonus Mission. Unlocked after parring Missions 13-16).
- Chechen Terrorist Base (The Final Level)

## Desarrollo
En una entrevista en junio de 2007 con GameSpy, el veterano de la franquicia, John Garvin, mantuvo su apego al juego y explicó que originalmente no tenía la intención de contar con un modo para un solo jugador. Garvin dio a entender que la capacidad de jugar a través de la campaña por sí sola había sido añadida a la demanda de la empresa matriz Sony Computer Entertainment, al final del proceso de desarrollo, con el fin de ampliar el atractivo del juego.

## Recepción
Syphon Filter: The Omega Strain recibió críticas generalmente mixtas. Recibió un puntaje de 65.36% en GameRankings basados en 48 revisiones y de 65/100 en la página de crítica y reseña Metacritic basados en 47 revisiones.

## Juegos Relacionados
| 1.er Juego | 2.º Juego | 3.er Juego | 4.º Juego | 5.º Juego | 6.º Juego |
| ---------- | --------- | ---------- | --------- | --------- | --------- |
| SF1        | SF2       | SF3        | SF:TOS    | SF:EEO    | SF:LSL    |

- Datos: Q285208